# Kasteel Mariadal

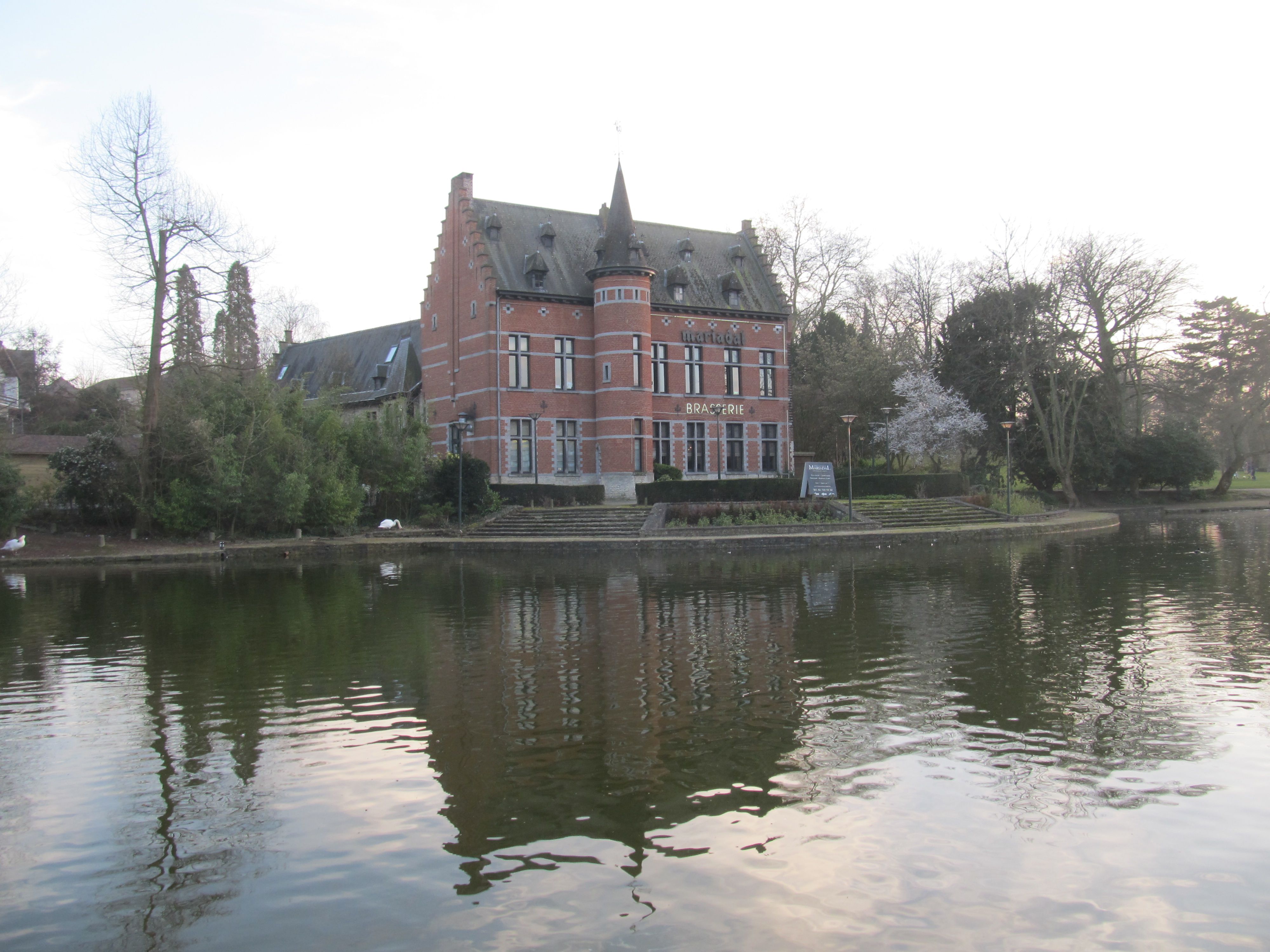
Kasteel Mariadal

Het Kasteel Mariadal is een kasteel in de Vlaams-Brabantse plaats Zaventem, gelegen aan de Hector Henneaulaan.

## Geschiedenis
Hier lag de pachthoeve van Ophem die al in de late middeleeuwen werd vermeld. Einde 18e eeuw was dit pachthof ook enige tijd in bezit van Friedrich von Romberg. In 1896 werd het gekocht door Emile De Munck, die archeoloog was. Hij kocht ook 12 ha landbouwgrond en een hoeve uit 1864 die ontworpen was door Gustave Saintenoy. Deze werd in 1905 verhuurd aan Franse Dominicanessen en stond bekend als Frans klooster. De eigenlijke pachthoeve werd verbouwd tot een kasteeltje in neotraditionele stijl, waarbij baksteen werd toegepast met enkele speklagen van zandsteen. Dit kasteeltje werd Val Marie ofwel Mariadal genoemd.
In 1920 werd Mariadal verkocht aan Paul Gonze.
Het domein van Mariadal werd, samen met het aanpalende domein van Kasteel Ter Meeren, in 1937-1938 aangekocht door de gemeente en ingericht als gemeentelijk park onder de naam Centrumpark.
Het kasteel kreeg uiteindelijk een horecafunctie.